# ルーズ戦記 オールドボーイ
『ルーズ戦記 オールドボーイ』は原作は土屋ガロン、作画は嶺岸信明による漫画。1996年から1998年に「漫画アクション」で連載された。
2006年に英語版が出版され、2007年にアイズナー賞最優秀日本作品賞を受賞した。

## あらすじ
7階と8階の間にある私設刑務所に10年間監禁された男が解放され、なぜ自分が監禁されたかについて調べ始める。

## 単行本
- 双葉社 ACTION COMICS、全8巻

1. 1997年05月28日 ISBN 4-575-82240-X
2. 1997年09月12日 ISBN 4-575-82274-4
3. 1998年03月24日 ISBN 4-575-82320-1
4. 1998年05月24日 ISBN 4-575-82332-5
5. 1998年07月27日 ISBN 4-575-82353-8
6. 1998年08月28日 ISBN 4-575-82362-7
7. 1998年09月28日 ISBN 4-575-82369-4
8. 1998年10月28日 ISBN 4-575-82378-3

## 映画
- オールド・ボーイ
- オールド・ボーイ (2013年の映画)